# Lysimelia ochreipes
Lysimelia ochreipes là một loài bướm đêm trong họ Erebidae.